# Salmo ciscaucasicus
Espèce
Salmo ciscaucasicus est une espèce de poissons d'eau douce de la famille des Salmonidae.

## Répartition
Salmo ciscaucasicus se rencontre sur les côtes de l'Ouest de la mer Caspienne et dans les bassins hydrographiques du Nord de l'Azerbaïdjan jusqu'à la Volga et l'Oural. Terek est le principal cours d'eau pour la reproduction de cette espèce. Ce poisson se rencontre jusqu'à une profondeur de 50 m.

## Description
Salmo ciscaucasicus peut mesurer jusqu'à 130 cm, queue non comprise (longueur standard) et peut peser jusqu'à 9 kg.
Les formes de l'espèce comprennent les espèces anadromes, lacustres et résidentes. Dans le nord de l'Oural et de la Volga, il peut y avoir des hybrides entre S. ciscaucasicus et S. trutta.
Une autre espèce, Caspian trout (en) , se rencontre dans le Sud de la mer Caspienne. Cependant, sa taille est considérablement plus petite (de l'ordre de 25 cm).

## Classification
Le nom valide complet (avec auteur) de ce taxon est Salmo ciscaucasicus Dorofeeva (d), 1967.
À l'origine présenté comme une sous-espèce de Salmo trutta sous le taxon Salmo trutta ciscaucasicus. 
Salmo ciscaucasicus a pour synonyme :
- Salmo trutta ciscaucasicus Dorofeeva, 1967

## Publication originale
- (ru) E. A. Dorofeeva, « Sravnitel'no morfologiceskie ochovy sistematiki vostojnoevropeiskish lososei » [« Comparative morphological principles of taxonomy of East European salmons »], Voprosy Ikhtiologii, Russie, vol. 7, no 1,‎ 1967, p. 3-17 (ISSN 0042-8752).